# Мајкл Портер Млађи
Мајкл Ламар Портер Млађи (енгл. Michael Lamar Porter Jr.; Колумбија, Мисури, 29. јун 1998) амерички је кошаркаш. Игра на позицији крила, а тренутно наступа за Денвер нагетсе.
На НБА драфту 2018. одабрали су га Денвер нагетси као четрнаестог пика. Освојио је НБА титулу са Денвер нагетсима у сезони 2022/23.

## Успеси

### Клупски
- Денвер нагетси:
  - НБА шампион (1): 2022/23.

## Статистика

### НБА статистика

#### Регуларни део сезоне
| Сезона   | Екипа          | ОУ  | СУ  | МПУ  | ПШ%  | 3П%  | СБ%  | СПУ | АПУ | УПУ | БПУ | ППУ  |
| -------- | -------------- | --- | --- | ---- | ---- | ---- | ---- | --- | --- | --- | --- | ---- |
| 2019/20. | Денвер         | 55  | 8   | 16.4 | .509 | .422 | .833 | 4.7 | .8  | .5  | .5  | 9.3  |
| 2021/22. | Денвер нагетси | 61  | 54  | 31.3 | .542 | .445 | .791 | 7.3 | 1.1 | .7  | .9  | 19.0 |
| 2021/22. | Денвер нагетси | 9   | 9   | 29.4 | .359 | .208 | .556 | 6.6 | 1.9 | 1.1 | .2  | 9.9  |
| 2022/23. | Денвер нагетси | 61  | 61  | 29.1 | .488 | .416 | .800 | 5.5 | 1.0 | .6  | .5  | 17.5 |
| Укупно   | Укупно         | 186 | 132 | 26.1 | .507 | .418 | .797 | 5.9 | 1.1 | .6  | .6  | 15.2 |

#### Плеј−оф
| Сезона | Екипа          | ОУ | СУ | МПУ  | ПШ%  | 3П%  | СБ%  | СПУ | АПУ | УПУ | БПУ | ППУ  |
| ------ | -------------- | -- | -- | ---- | ---- | ---- | ---- | --- | --- | --- | --- | ---- |
| 2020.  | Денвер         | 19 | 3  | 23.8 | .476 | .382 | .743 | 6.7 | .8  | .7  | .3  | 11.4 |
| 2021   | Денвер нагетси | 10 | 10 | 33.2 | .474 | .397 | .810 | 6.2 | 1.3 | 1.1 | .3  | 17.4 |
| 2023   | Денвер нагетси | 20 | 20 | 32.6 | .423 | .351 | .793 | 8.1 | 1.6 | .5  | .6  | 13.4 |
| Укупно | Укупно         | 49 | 33 | 29.3 | .452 | .372 | .776 | 7.2 | 1.2 | .7  | .4  | 13.4 |

### Колеџ
| Сезона   | Екипа           | ОУ | СУ | МПУ  | ПШ%  | 3П%  | СБ%  | СПУ | АПУ | УПУ | БПУ | ППУ  |
| -------- | --------------- | -- | -- | ---- | ---- | ---- | ---- | --- | --- | --- | --- | ---- |
| 2017/18. | Мисури тајгерси | 3  | 1  | 17.7 | .333 | .300 | .778 | 6.7 | .3  | 1.0 | .3  | 10.0 |

### Коментари о Ковиду 19
У јулу 2020, усред пандемије Ковид 19, Портер је изјавио на Снапчату да верује да се болест „очигледно користи за већи „дневни ред”... за контролу становништва само у смислу могућности да контролише масе људи. Мислим, због вируса се контролише цео свет“. Додао је, „од вас се тражи да носите маске... и ко зна шта ће се догодити када ова вакцина изађе? Можда ћете морати да имате вакцину да бисте путовали. Као, то би било лудо." Примедбе су довеле до тога да је Портер уклоњен од стране Снапчата, а објава је избрисана због кршења смерница за садржај апликације. НБА комесар Адам Силвер такође је прокоментарисао ову тему, рекавши: „Жалосно је што је то рекао. Рекао бих само да у нашој лиги имамо 450 играча, момци су млади. Повремено ће причати глупости. Мислим да већина људи брзо је одбацио тај коментар." Тренер Нагетса Мајкл Малон дао је до знања да неће „зачепити брњицу“ својим играчима и да ће „само покушати да образују момке тако да разумеју утицај онога што можда говоре“.